# Vizitatorii (serial din 2009)

Distribuția

Vizitatorii (denumire originală V) este un serial american de televiziune științifico-fantastic. A avut premiera pe canalul  în 3 noiembrie 2009. Este o refacere a serialului omonim din 1983 creat de Kenneth Johnson.